# Nicolas Cozza
Nicolas Cozza (Ganges, Francia, 8 de enero de 1999) es un futbolista francés. Su posición es la de defensa y su club es el F. C. Nantes de la Ligue 1 de Francia.

## Trayectoria

### Montpellier
Su debut con el primer equipo se dio el 24 de octubre de 2017 en un partido de Copa de la Liga ante el E. A. Guingamp entrando de cambio al 73' por Morgan Poaty. Su equipo terminaría ganando el encuentro por cero a dos y avanzando de ronda.
En total jugó 112 encuentros en los que marcó cinco goles antes de ser traspasado en enero de 2023 al VfL Wolfsburgo. Un año después de su llegada a Alemania, regresó a Francia para jugar cedido en el F. C. Nantes. En este equipo siguió la siguiente temporada después de que en agosto ambos clubes acordaran una nueva cesión.

## Selección nacional

### Categorías inferiores

#### Sub-18
El 31 de enero de 2017 recibió su primer llamado de selección nacional en la categoría Sub-18 para un partido amistoso contra Italia. El partido se jugó el 8 de febrero y culminó con un empate a un gol, aunque Cozza fue suplente.

#### Sub-19
El 12 de julio de 2018; fue incluido en la lista de definitiva del plantel que disputaría el Campeonato Europeo 2018 en Finlandia.

#### Sub-20
El 14 de mayo de 2019; Cozza fue incluido en la lista definitiva de 21 jugadores que jugarían la Copa Mundial 2019, con sede en Polonia.

### Participaciones en selección nacional
| Torneo                  | Categoría | Sede               | Resultado        | Partidos | Goles |
| ----------------------- | --------- | ------------------ | ---------------- | -------- | ----- |
| Campeonato Europeo 2018 | Sub-19    | Finlandia          | Semifinales      | 3        | 0     |
| Copa Mundial 2019       | Sub-20    | Polonia            | Octavos de final | 2        | 0     |
| Eurocopa 2021           | Sub-21    | Hungría/ Eslovenia | Cuartos de final | 0        | 0     |

## Estadísticas

### Clubes
Actualizado al último partido jugado el 19 de mayo de 2024.
| Montpellier H. S. C. Francia | 1.ª           | 2017-18       | 9   | 1 | 3   | 0 | - | - | 12  | 1 | 0,08 |
| Montpellier H. S. C. Francia | 1.ª           | 2018-19       | 12  | 0 | 2   | 0 | - | - | 14  | 0 | 0    |
| Montpellier H. S. C. Francia | 1.ª           | 2019-20       | 7   | 0 | 1   | 0 | - | - | 8   | 0 | 0    |
| Montpellier H. S. C. Francia | 1.ª           | 2020-21       | 20  | 0 | 3   | 0 | - | - | 23  | 0 | 0    |
| Montpellier H. S. C. Francia | 1.ª           | 2021-22       | 34  | 2 | 3   | 0 | - | - | 37  | 2 | 0,07 |
| Montpellier H. S. C. Francia | 1.ª           | 2022-23       | 17  | 2 | 1   | 0 | - | - | 18  | 2 | 0,11 |
| Montpellier H. S. C. Francia | Total         | Total         | 99  | 5 | 113 | 0 | 0 | 0 | 112 | 5 | 0,04 |
| VfL Wolfsburgo · Alemania | 1.ª           | 2022-23       | 5   | 0 | 1   | 0 | - | - | 6   | 0 | 0    |
| VfL Wolfsburgo · Alemania | 1.ª           | 2023-24       | 6   | 0 | 1   | 0 | - | - | 7   | 0 | 0    |
| VfL Wolfsburgo · Alemania | Total         | Total         | 11  | 0 | 2   | 0 | 0 | 0 | 13  | 0 | 0    |
| F. C. Nantes Francia | 1.ª           | 2023-24       | 13  | 0 | -   | - | - | - | 13  | 0 | 0    |
| F. C. Nantes Francia | Total         | Total         | 13  | 0 | 0   | 0 | 0 | 0 | 13  | 0 | 0    |
| Total carrera | Total carrera | Total carrera | 123 | 5 | 15  | 0 | 0 | 0 | 138 | 5 | 0,04 |
| (1) Incluye datos de Copa de la Liga de Francia y Copa de Francia. (2) Incluye datos de Liga de Campeones de la UEFA y Liga Europa de la UEFA. (3) No incluye goles en partidos amistosos. |               |               |     |   |     |   |   |   |     |   |      |